# Akinetisch-abulisches Syndrom
Das Akinetisch-abulische Syndrom (englisch akinetic-abuletic syndrome) ist eine neurologisch-psychiatrischer Komplex mit Bewegungshemmung (Akinesie) in Verbindung mit einem Mangel an Entschlusskraft (Abulie).
Die wirkungsvollste Therapie besteht in der Behandlung der Grunderkrankung.

## Ursachen
Das Akinetisch-abulische Syndrom kann entweder durch ein Schädel-Hirn-Trauma (v. a. bei Schädigung des Frontalhirns) auftreten, oder als Nebenwirkung bei der Einnahme von  Psychopharmaka (wie z. B. Neuroleptika) sein.

## Komorbidität
Folgende Begleiterkrankungen sind typisch:
- Demenz
- Schizophrenie
- Affektive Störung
- Morbus Parkinson

Klinische Studien haben gezeigt, dass sich ein akinetisch-abulischen Zustande, bei schweren, psychotischen Krankheitszuständen, wie chronischer Schizophrenie, positiv auf den Therapieerfolg auswirken kann.

## Symptome
Typische Symptome:
- Amimie (fehlende Mimik)
- Indolenz (stark herabgesetztes Schmerzempfinden)
- Abulie (Antriebsschwäche)

Störungen des Bewegungsapparates, von Hypokinese bis zu Hyperkinese